# Тайна острова сокровищ
«Тайна острова сокровищ» (англ. Five on a Treasure Island) — детская книга Энид Блайтон, опубликованная в 1942 году, первая в серии «Великолепная пятёрка». Первое издание книги было проиллюстрировано Эйлин Сопер.

## История
Предполагается, что на создание книги повлияла книга Л. Т. Мида «Четверо на острове» (1892 год), в которой тоже рассказана история о четырех детях, включая мальчика-сорванца и собаку, живущих на частном острове, где произошло кораблекрушение.

## Сюжет
Когда братья и сестры Джулиан, Дик и Энн не могут поехать на свои обычные летние каникулы в Полсит, их приглашают провести лето с тетей Фанни и дядей Квентином в их доме «Киррин-коттедж» в прибрежной деревне Киррин. Они также знакомятся со своей кузиной Джорджиной, угрюмой, трудной девочкой, которая изо всех сил старается жить как мальчик и откликается только на имя Джордж. Дядя Квентин — учёный, но он мало зарабатывает и потому постоянно в плохом настроении. Несмотря на неловкое начало, кузены становятся закадычными друзьями, а Джордж знакомит их со своим любимым псом Тимоти (Тимми), который тайно живет с рыбаком Альфом в деревне, поскольку родители Джордж не разрешают ей оставить Тимми у себя.
По дороге на остров Киррин Джордж показывает кузенам затонувший корабль, объясняя, что это корабль ее прапрапрадедушки. Он перевозил золото, когда корабль потерпел крушение во время шторма, но, несмотря на то, что водолазы исследовали затонувший корабль, золото так и не было найдено. Многие, в том числе Джордж, считают, что оно спрятано на острове. После осмотра затонувшего корабля пятеро прибывают на остров и исследуют разрушенный замок, но начинается сильный шторм, из-за которого возвращаться на материк становится слишком опасно. Пока они укрываются на острове, море подбрасывает затонувший корабль и сажает его на скалы, окружающие остров. Взволнованные этими событиями, они решают вернуться на рассвете следующего дня, чтобы исследовать затонувшее судно, пока его не обнаружили.
На следующий день все пятеро посещают затонувший корабль и обнаруживают капитанскую каюту, где находят несколько предметов, принадлежавших прапрапрадеду Джордж, в том числе старую шкатулку, которую они забирают с собой в Киррин-коттедж. Её трудно открыть, поэтому они бросают шкатулку из самого высокого окна дома. Шкатулка открывается, но шум беспокоит дядю Квентина, который конфискует шкатулку. Не желая отказываться от своих поисков, Джулиан пробирается в кабинет дяди Квентина и забирает шкатулку, в которой находится старая карта замка Киррин. В ходе дальнейшего расследования на карте дети находят слово БРУСКИ, которое, как они позже понимают, означает место, где спрятано потерянное золото. Дети понимают, что это карта сокровищ, показывающая местонахождение потерянного золота. Скопировав карту и вернув шкатулку, они решают сами найти золото.
К ужасу детей, дядя Квентин продаёт шкатулку коллекционеру антиквариата. Этот же человек делает предложение купить остров Киррин. Дети понимают, что он понял карту и хочет заполучить золото себе, и начинается гонка, кто первым доберется до золота. Полагая, что дети хотят провести время на острове до его продажи, дядя Квентин и тетя Фанни разрешают им отправиться туда на неделю.
Прибыв на остров, пятеро начинают обыскивать руины замка, чтобы найти старые подземелья, где спрятано золото. Погнавшись за кроликом, Тимми падает в старый колодец, рядом с которым находится вход в подземелье. Исследуя подземелье, дети находят золото в запертом хранилище. Вскоре случается беда: на остров прибывают злодеи в надежде украсть золото. Они схватили Джордж и Джулиана, заперли их в подземелье и попросили написать записку Энн и Дику на поверхности — записку, которая заставит их спуститься обратно в подземелье. Джордж пишет письмо, но Дик находит в нем что-то подозрительное, так как она подписана именем «Джорджина», поэтому Дик и Энн решают не спускаться. Не найдя этих двоих, мужчины покидают остров, забрав весла из лодки детей, чтобы те не смогли сбежать. Дик и Энн используют шахту колодца, чтобы спасти Джулиана и Джордж из темницы, и вместе дети разрабатывают план, как заманить мужчин в ловушку, когда они вернутся на остров с лодкой, чтобы украсть золото.
Хотя план не удалось осуществить полностью, детям удается оставить мужчин на острове Киррин, выведя из строя их моторку. Они возвращаются на материк, чтобы рассказать дяде Квентину, тете Фанни и полиции о случившемся. Золото находят, и выясняется, что оно законно принадлежит семье Джордж. Теперь Киррины богаты и могут позволить себе все, что они когда-либо хотели. Единственное желание Джордж — разрешить ей оставить Тимми у себя, и родители соглашаются. Джордж также соглашается поехать в школу-интернат вместе с Энн, потому что они стали друзьями, а в школе разрешены домашние животные.

## Киноадаптации
В 1957 году был снят 8-серийный киносериал Детского кинофонда, режиссером которого стал Джеральд Ландау.
В начале 2010 года появились слухи, что в 2012 году может выйти фильм «Пятерка на острове сокровищ». 31 мая эти слухи подтвердил создатель фильма Сэм Мендес в интервью о предстоящем фильме «Скайфолл». Мендес заявил: «Сейчас идет работа над сценарием, и мы надеемся, что фильм появится в кинотеатрах весной 2012 года». Работа над фильмом была остановлена, когда компания MGM обанкротилась в конце года. В 2017 году газета The Guardian сообщила, что продюсерская компания Мендеса Neal Street Productions планирует снимать экранизацию книги для StudioCanal.